# Chris Seydou
Pour les articles homonymes, voir Doumbia.
Seydou Nourou Doumbia, dit Chris Seydou était un couturier malien, né le 18 mai 1949 à Kati (Mali) et décédé le 4 mars 1994 à Bamako.
Né à Kati en 1949, il a vécu une partie de son enfance à Ouagadougou (actuel Burkina Faso) avant de se réinstaller avec sa mère en 1963 à Kati. Dès son enfance, il dessine et crée des modèles de vêtements pour habiller les poupées. En 1965, il est apprenti chez le tailleur Cheickene Camara à Kati. En 1967, il retourne à Ouagadougou où il ouvre sa première boutique-atelier. En 1969 il part à Abidjan (Côte d’Ivoire) avant d’aller s’installer à Paris en 1971. 
Dans la capitale française, il devient le premier africain à travailler pour Paco Rabanne et Yves Saint Laurent, puis chez Mic Mac avec le styliste Tan Giudicelli.
À partir de 1981, il s’installe de nouveau à Abidjan où il crée sa griffe Chris Seydou. Il utilise dans ses créations les différents tissus traditionnels africains, notamment le bogolan, tissu traditionnel malien.
Il retourne au Mali en 1990, où il se lie d’amitié avec Alpha Oumar Konaré, élu président de la République en 1992. Il meurt du sida en 1994 à Bamako.